# Vera Stricker
Vera Lautrup født Stricker-Nielsen (4. juli 1935 på Frederiksberg – 10. september 1960 i Vanløse) var en dansk skuespiller. Hun fik sit gennembrud i filmen Natlogi betalt, hvor hun spillede en amerikanerpige. I december 1959 mistede hun sin mand gennem seks måneder i en bilulykke og blev alene med deres datter. Vera Stricker døde ulykkeligvis tre måneder før premieren på hendes sidste film.

## Filmografi
I sit korte liv nåede hun at medvirke i følgende film:
- Far til fire i sneen (1954)
- Natlogi betalt (1957)
- Englen i sort (1957)
- Krudt og klunker (1958)
- Det lille hotel (1958)
- Lyssky transport gennem Danmark (1958)
- Soldaterkammerater (1958)
- Ung kærlighed (1958)
- Soldaterkammerater rykker ud (1959)
- Soldaterkammerater på vagt (1960)
- Eventyrrejsen (1960)